# Totole Masselier
Alphonse "Alf" "Totole" Masselier (circa 1925 - mei 2013) was een Franse jazz- en studiomuzikant (basgitaar en zang).
Masselier speelde met onder meer Boris Vian, Sidney Bechet en Django Reinhardt. Hij werkte mee aan de eerste plaatopnames van Johnny Hallyday (voor het label Vogue) en speelde mee op "Tous les garçons et les filles" van Françoise Hardy. In de jazz was hij betrokken bij 47 opnamesessies.
- Bibliothèque nationale de France: cb14006877z (data)
- Gemeinsame Normdatei: 134457560
- International Standard Name Identifier: 0000 0000 5517 6442
- Library of Congress Control Number: no2011051829
- MusicBrainz: 787e57a7-7bf6-4a21-9b75-a9c51c508398
- Virtual International Authority File: 42037104
- WorldCat: E39PBJtMmFvP8VGvtBTRQTQQbd